# Kościół św. Jadwigi w Dębowej Łęce
Kościół pw. św. Jadwigi w Dębowej Łęce – gotycki kościół parafialny zlokalizowany we wsi Dębowa Łęka (województwo lubuskie), pod wezwaniem św. Jadwigi. Wzniesiony w XV wieku, w XVI w. zamieniony na zbór protestancki, w roku 1610 zwrócony katolikom. 

## Architektura
Murowany z cegły o układzie polskim, z użyciem kamienia w ścianie zachodniej. Jednonawowy z wyodrębnionym węższym, zamkniętym trójbocznie prezbiterium. Nad główną nawą widnieje wieżyczka. Wystrój wnętrza jest barokowy, z XVII i XVIII wieku. Szkarpy o dwóch uskokach. 

## Wyposażenie

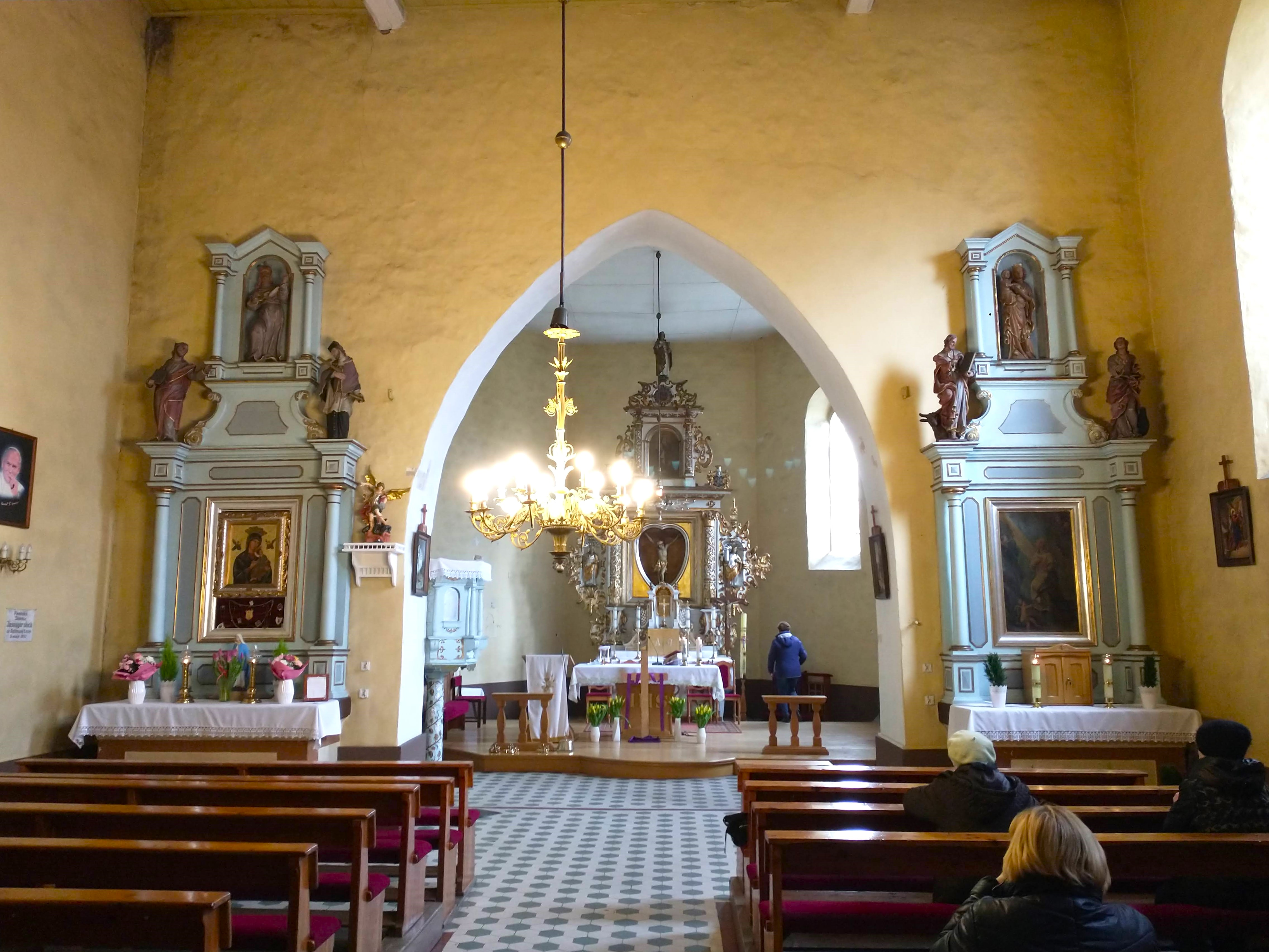
Wnętrze

Kościół posiada ołtarz wczesnobarokowy z XVII w., bogato zdobiony ornamentem, kartuszami i herbami. Znajduje się w nim rzeźba Chrystusa Ukrzyżowanego, oraz obraz św. Jadwigi z XVII/XVIII w. W zwieńczeniu ołtarza bocznego znajduje się gotycka rzeźba Matki Boskiej z Dzieciątkiem Jezus, z 2 poł. XIV w.
W ścianie znajduje się piaskowcowy nagrobek Alberta Ossowskiego, renesansowy (1572 r.) z płaskorzeźbioną postacią zmarłego. 
Umieszczona przy kościele dzwonnica z 1793 roku jest drewniana, parterowa z przeźroczem podokapowym, nakryta dachem namiotowym. Zachował się gotycki dzwon z 1460 roku.
Organy znajdujące się w kościele są mechaniczne, posiadają jeden manuał i pedał oraz 6 głosów. Po 1945 roku nie przeprowadzono jeszcze remontu organów. Wymagają koniecznie strojenia głosów.

## Galeria

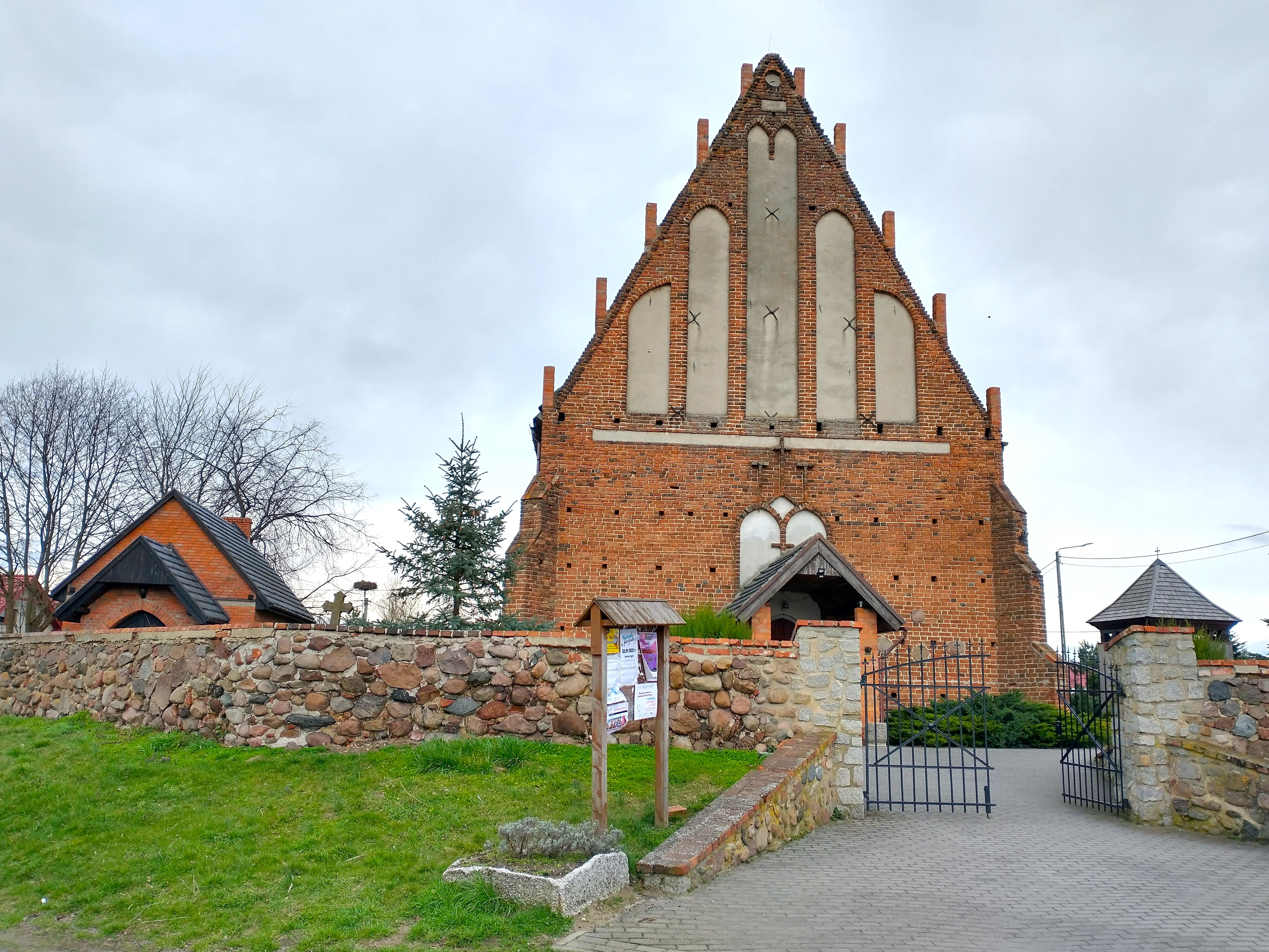
Kościół w Dębowej Łęce
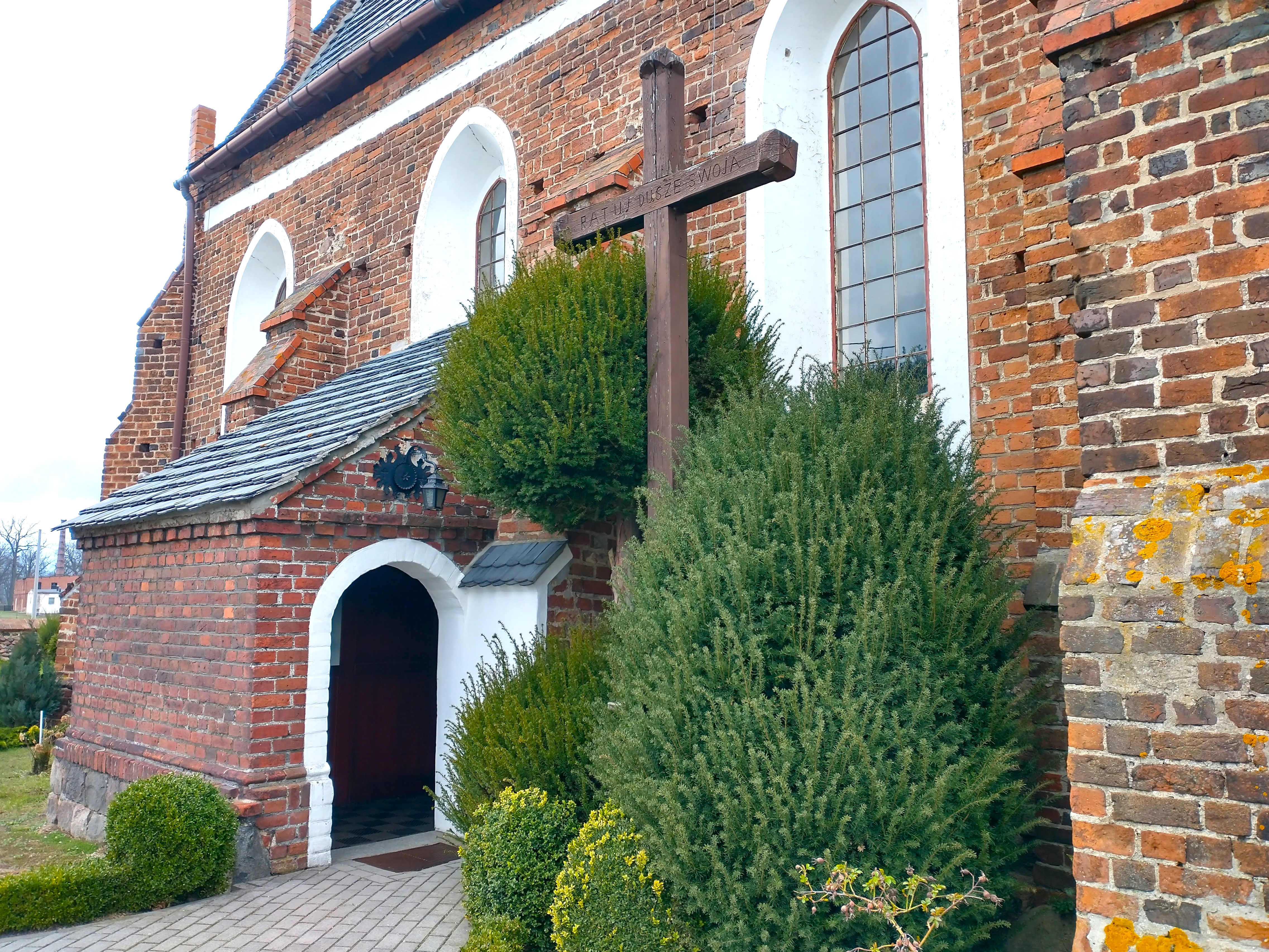
Boczne wejście do kościoła
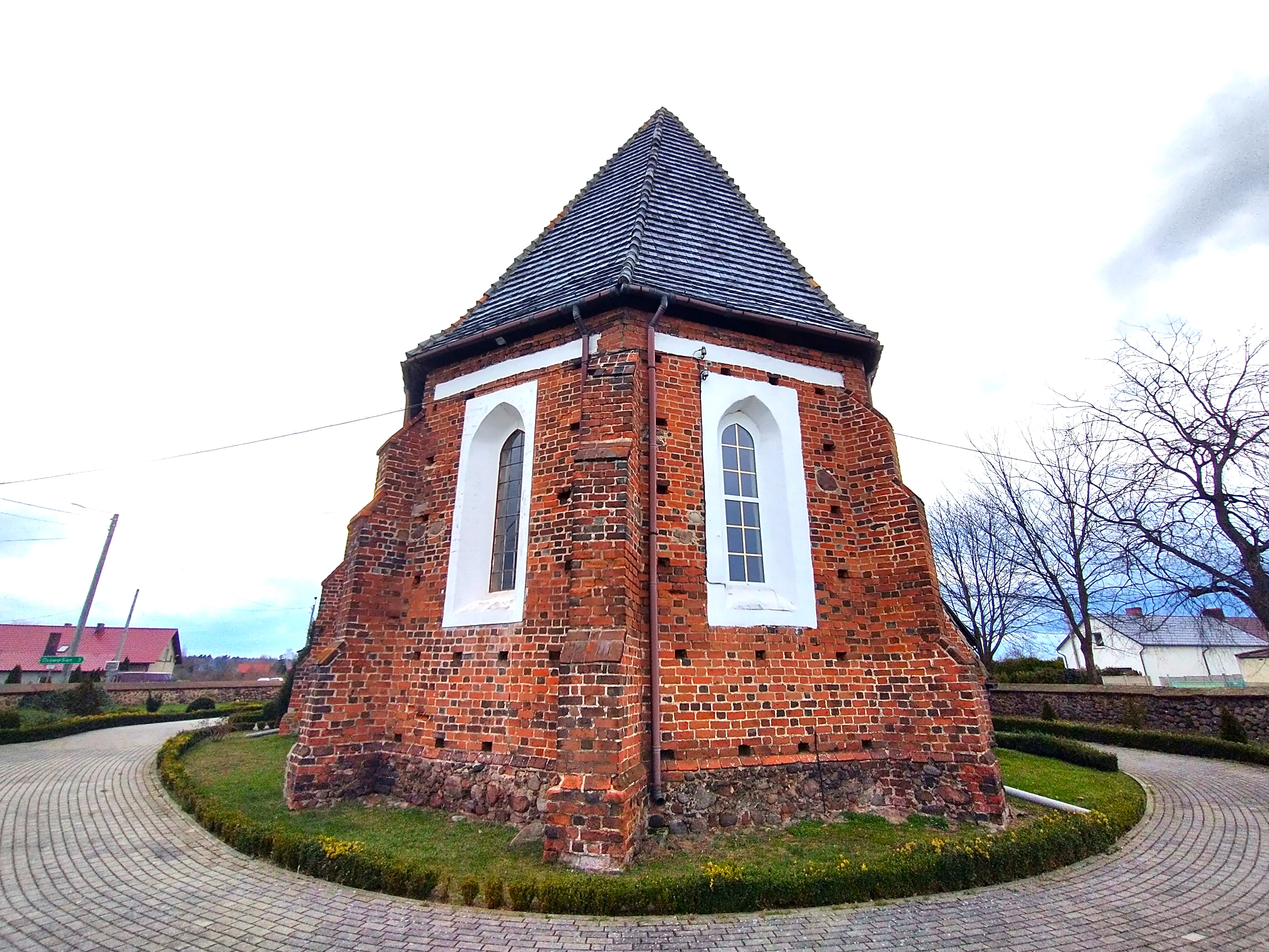
Widok od prezbiterium
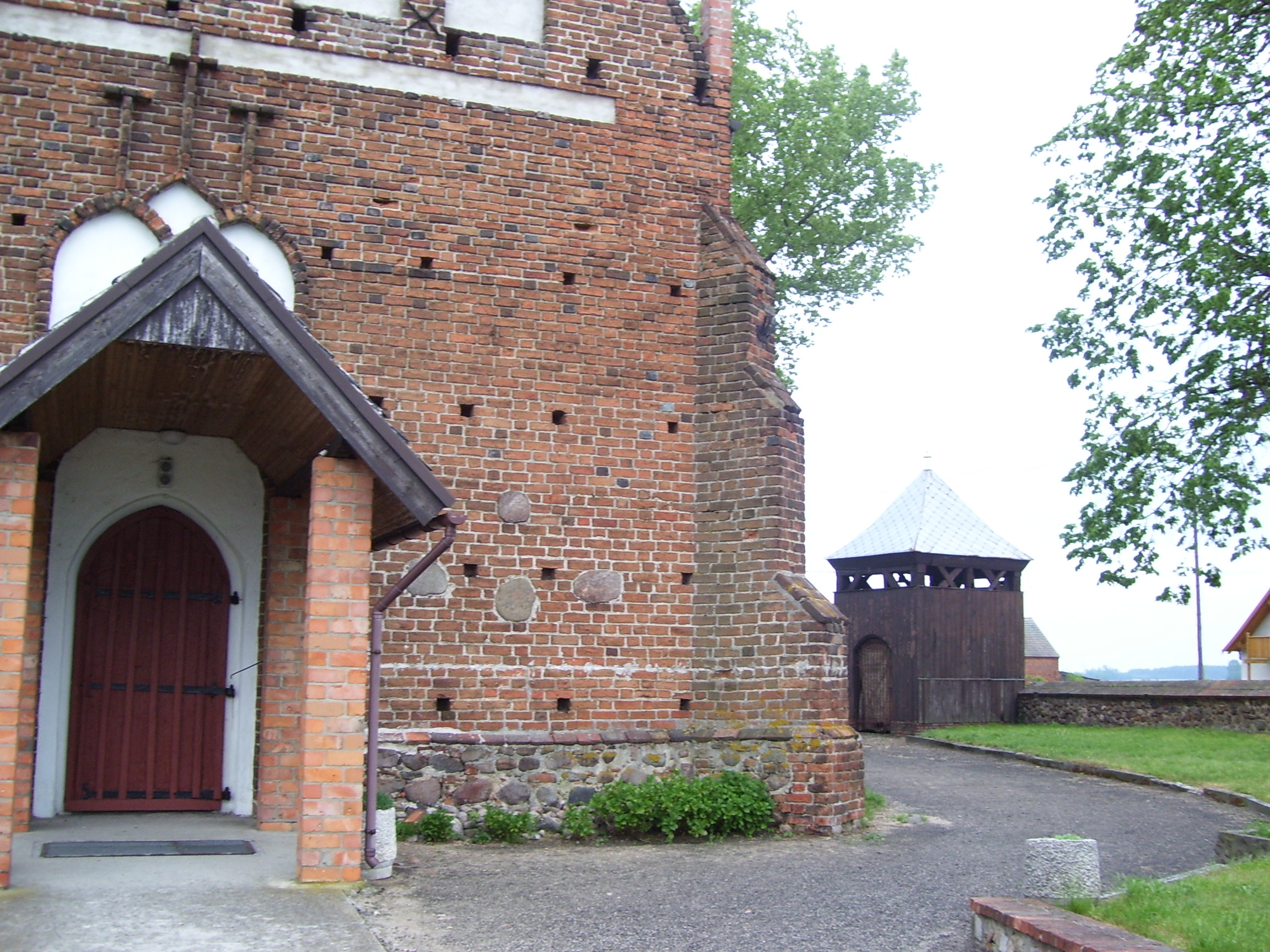
Kościół i dzwonnica
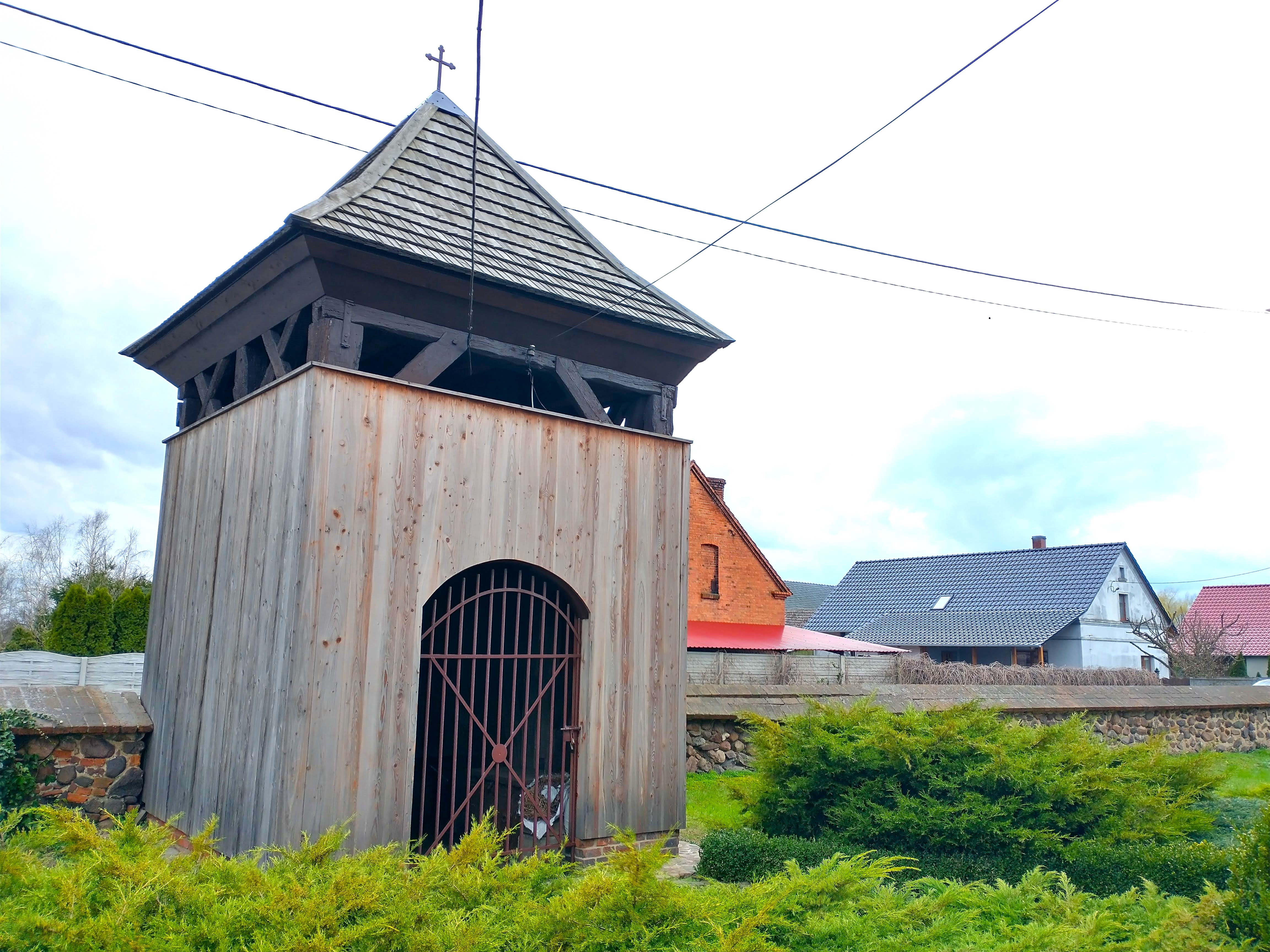
Dzwonnica
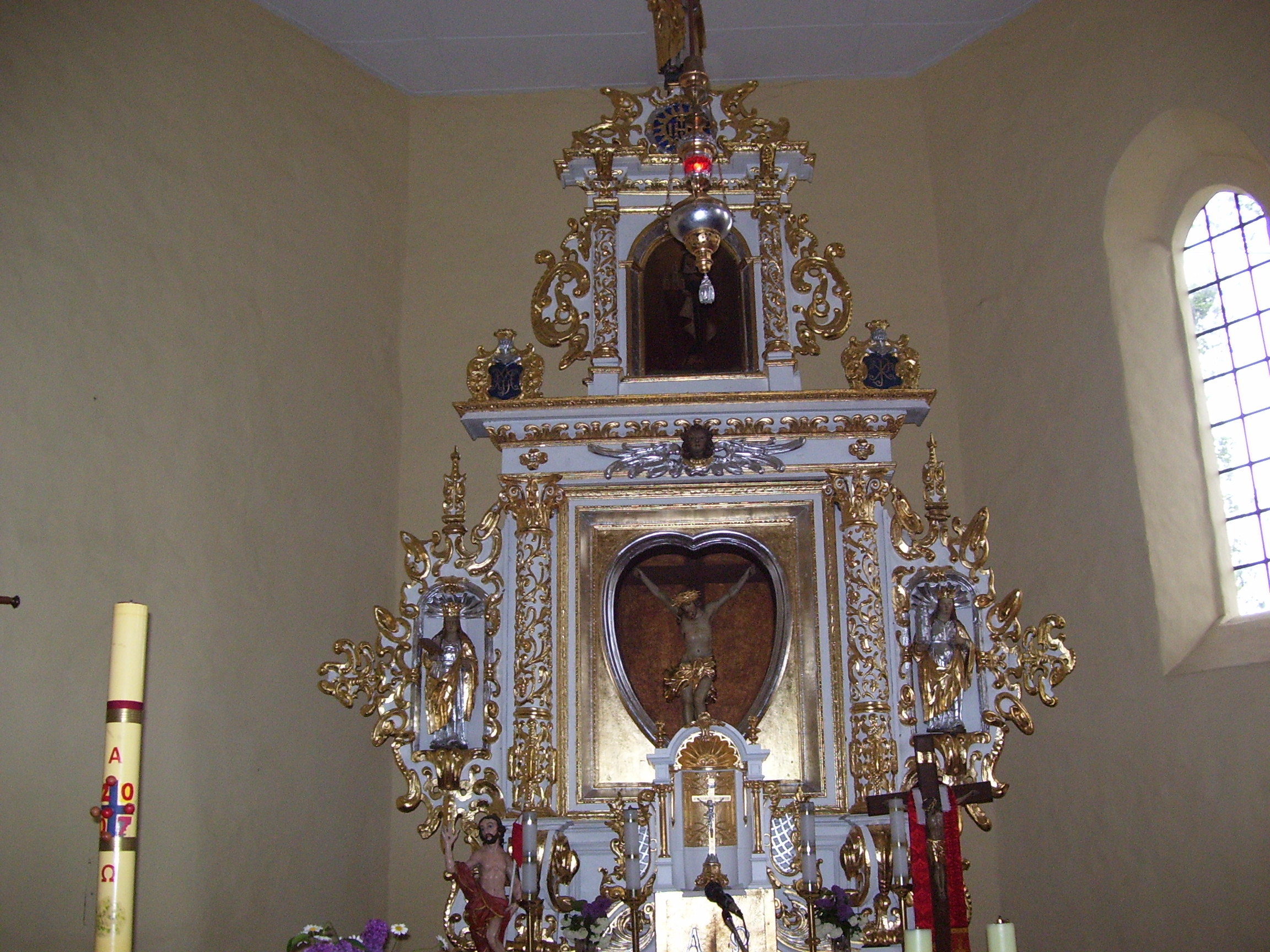
Ołtarz wczesnobarokowy
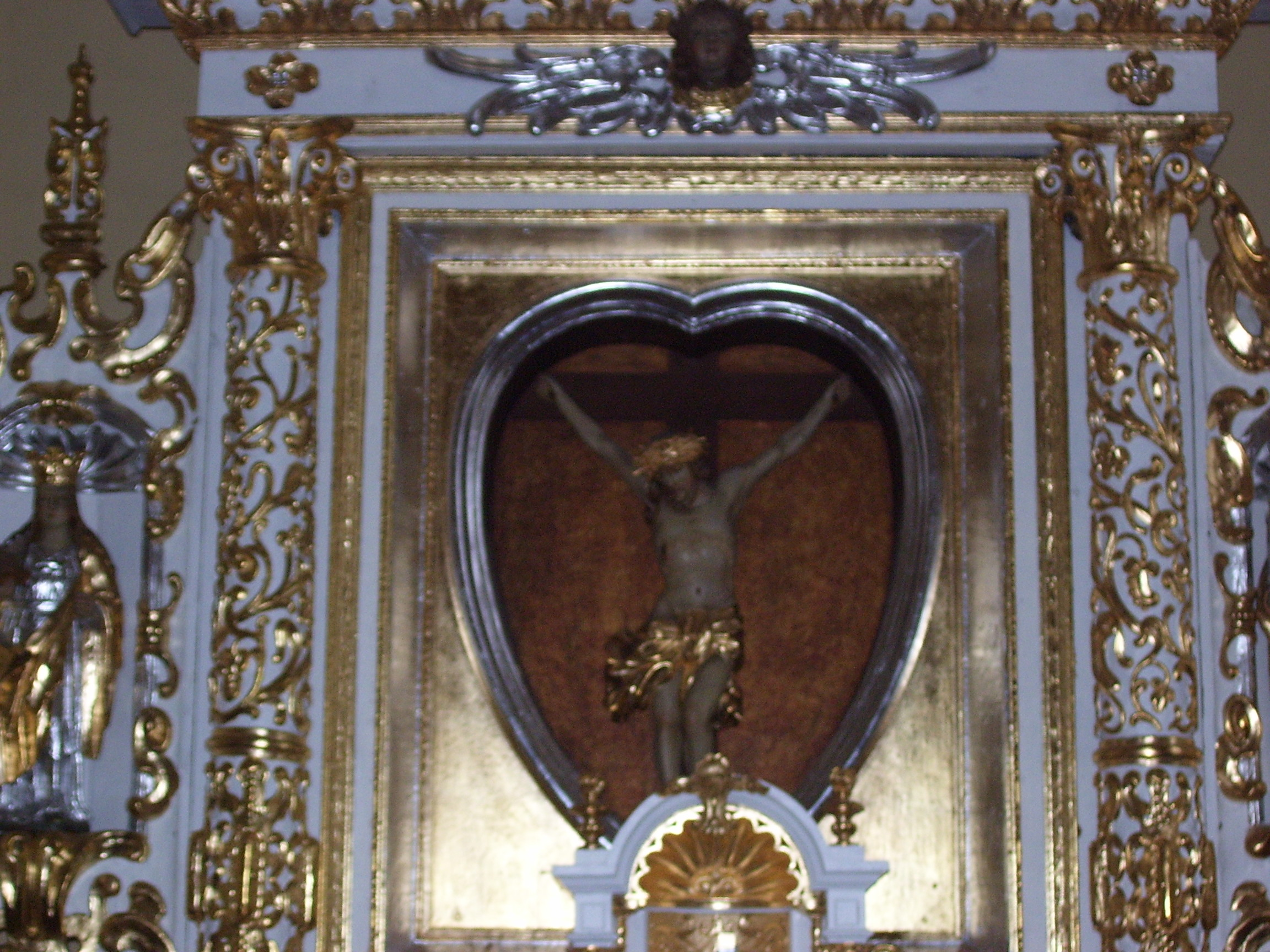
Rzeźba Chrystusa Ukrzyżowanego
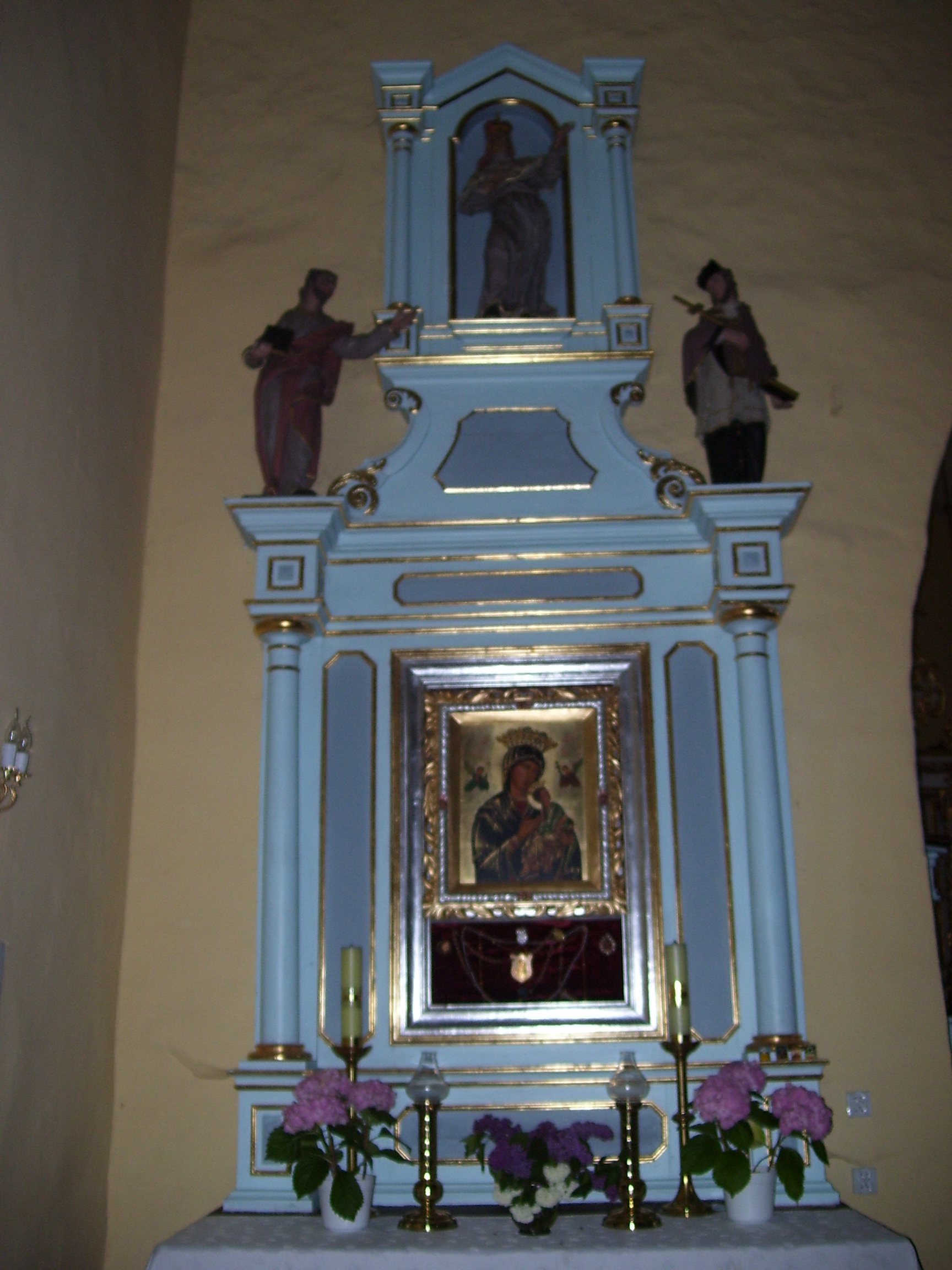
Ołtarz boczny po lewej stronie tęczy
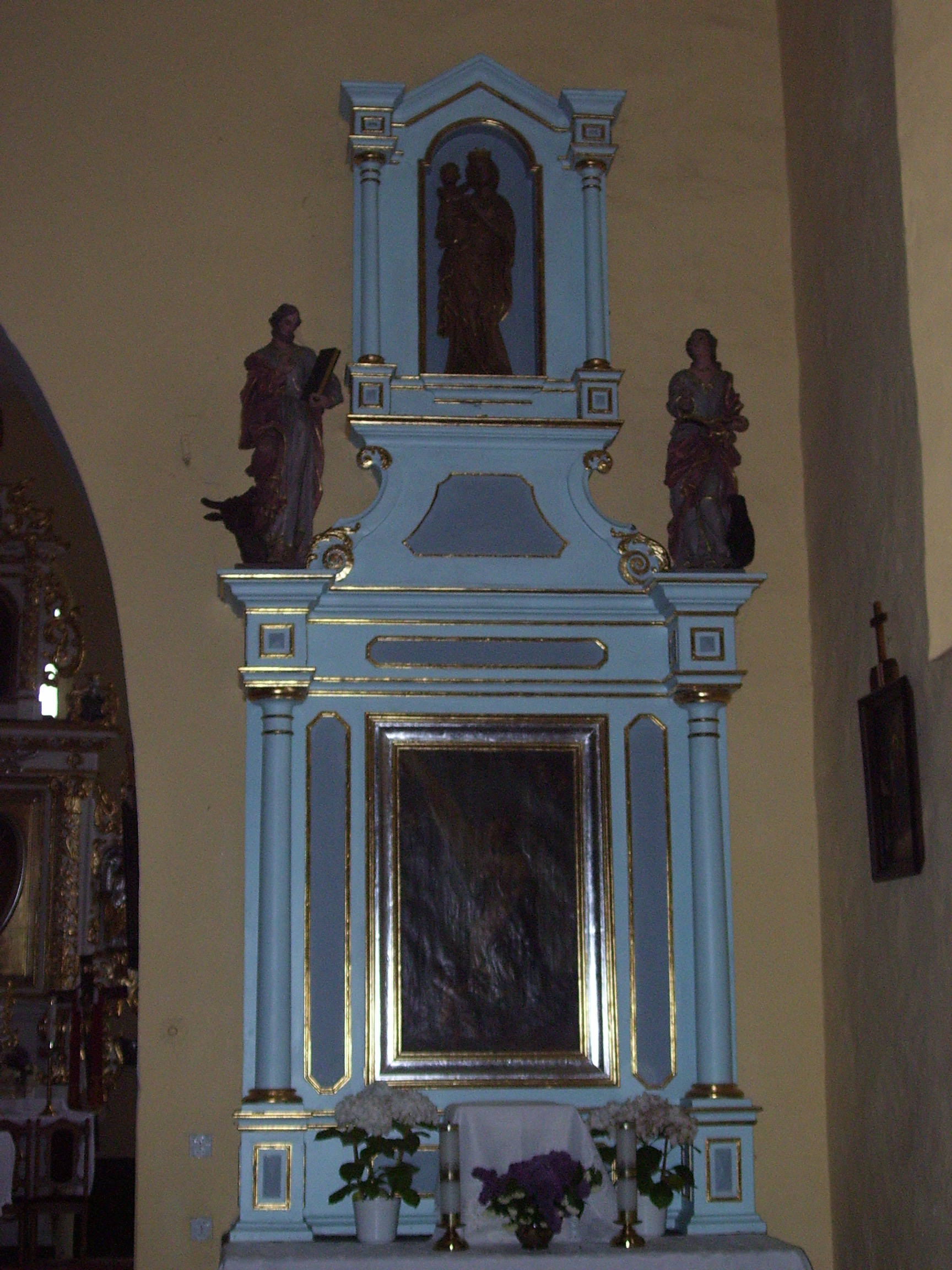
Ołtarz boczny z figurką Matki Boskiej z Dzieciątkiem Jezus po prawej stronie tęczy
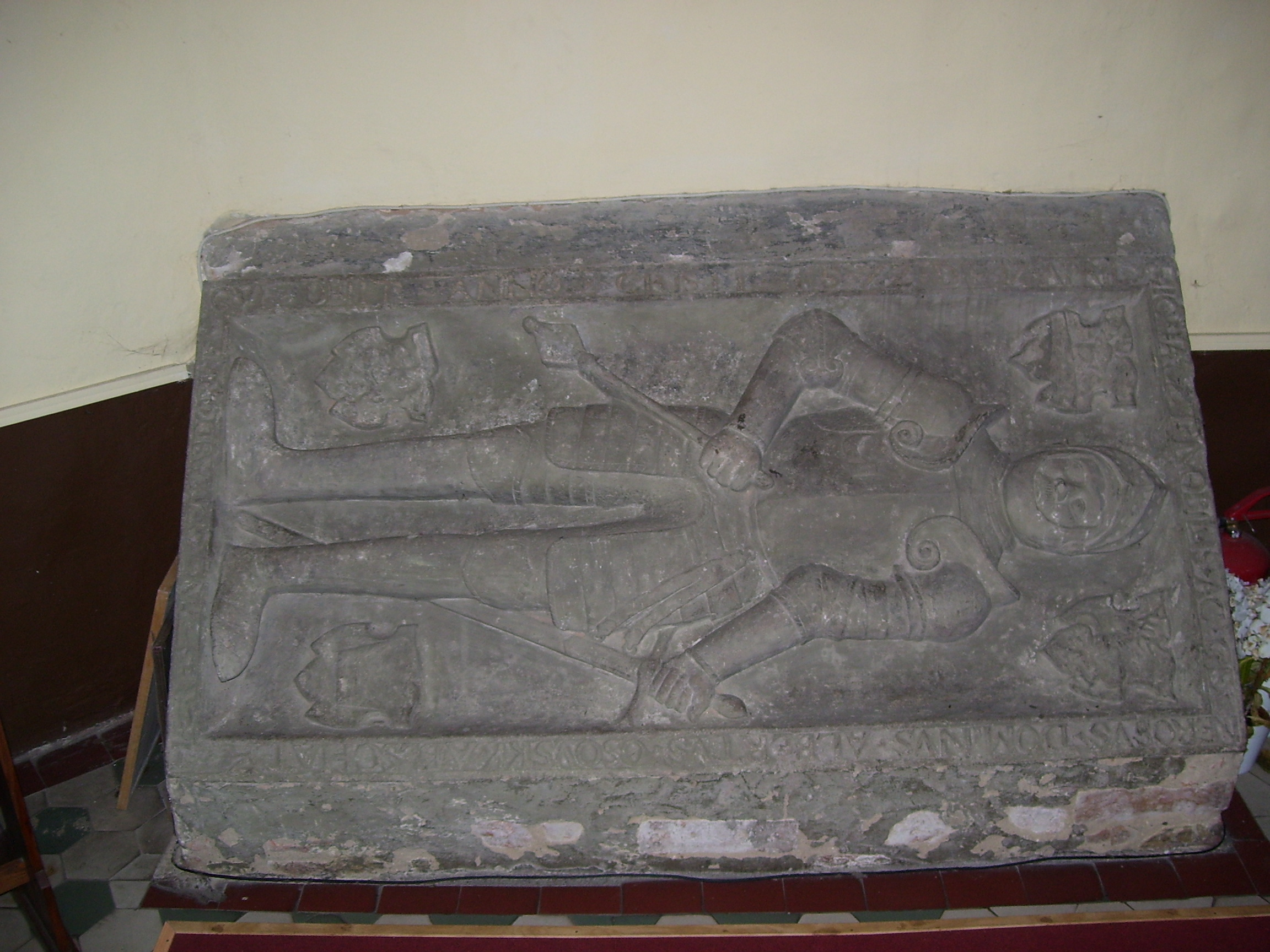
Nagrobek Alberta Ossowskiego
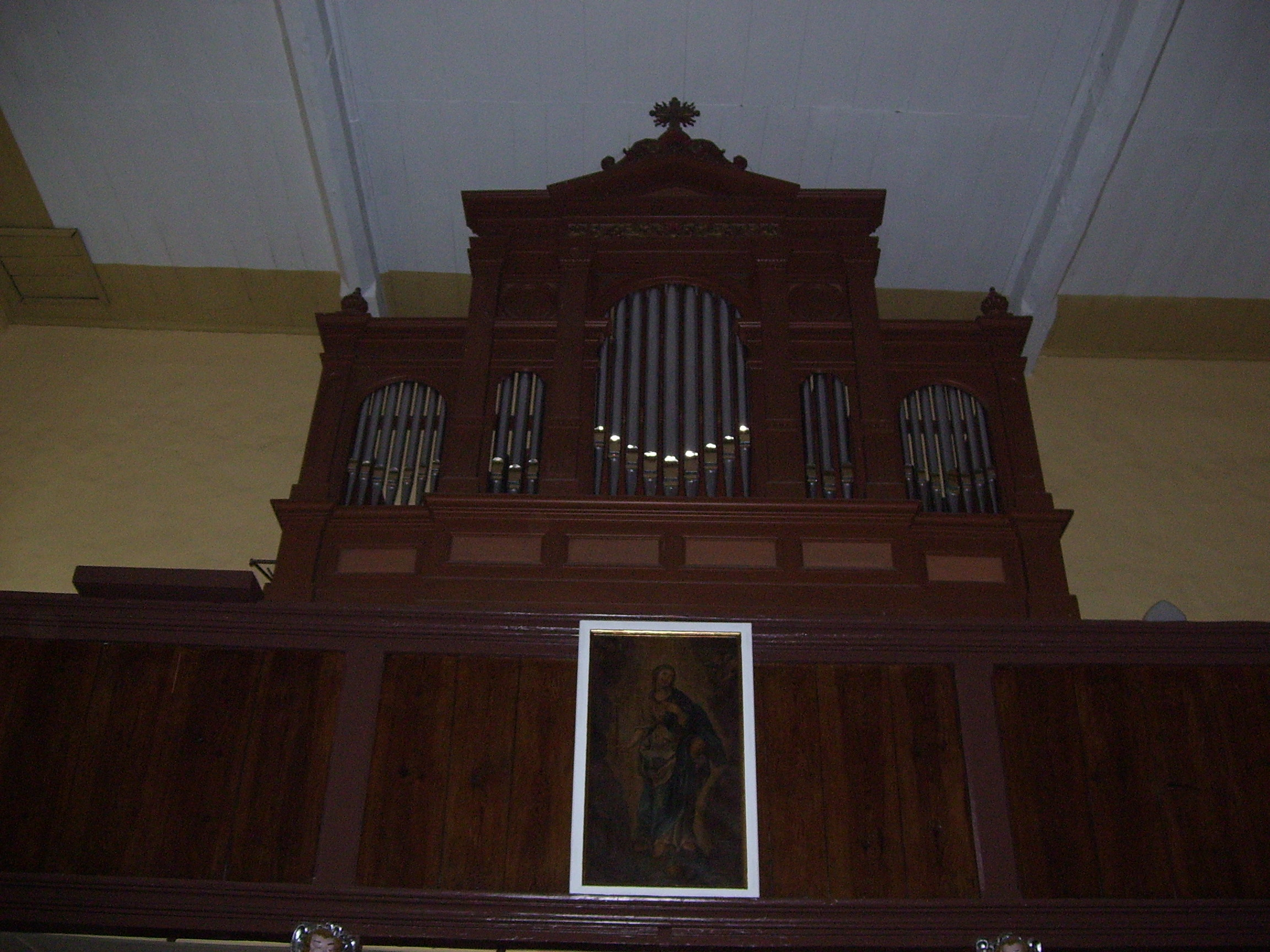
Organy kościoła w Dębowej Łęce